# Wezembeek-Oppem
Wezembeek-Oppem este o comună în provincia Brabantul Flamand, în Flandra, una dintre cele trei regiuni ale Belgiei. Comuna este limitrofă cu Regiunea Capitalei Bruxelles, fiind situată în partea de est a acesteia și fiind una dintre cele mai înstărite suburbii ale Bruxelles-ului. Suprafața totală este de 6,82 km². Comuna Wezembeek-Oppem este situată în zona flamandă vorbitoare de limba neerlandeză a Belgiei dar este una dintre comunele belgiene cu facilități lingvistice pentru populația francofonă, aceasta fiind majoritară și reprezentată de 18 membri din 23 în consiliul local. La 1 ianuarie 2008 comuna avea o populație totală de 13.534 locuitori. Fiind situată în apropierea sedului OTAN și a instituțiilor Uniunii Europene, numeroși funcționari internaționali locuiesc în comună.
1. ↑  Crossroad Bank of Enterprises, accesat în 20 iulie 2023